# گارت نیکس

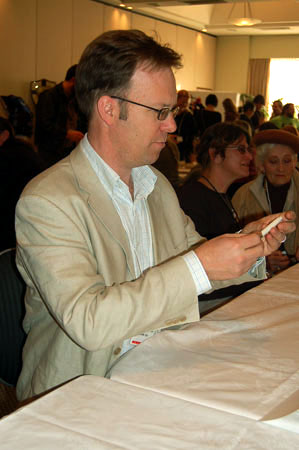
گارت نیکس

گارت نیکس (به انگلیسی: Garth Nix)، (زادهٔ ۱۹۶۳) نویسنده‌ای استرالیایی در گونهٔ خیال‌پردازی است که بیشتر او را به خاطر نوشتن مجموعه پنج‌گانه پادشاهی کهن می‌شناسند.

## پیشینه
گارت نیکس در ۱۹۶۳ در ملبورن استرالیا متولد شد. سپس در سنین کودکی به شهر کانبرا نقل مکان کرد. آنگاه در نوزده سالگی به همراه کیفی پر از کتاب و یک ماشین تحریر، در دور تا دور انگلستان به سفر پرداخت.
بعداً به استرالیا برگشت و بعد از تحصیل در دانشگاه، در سال ۱۹۸۶ به عنوان نماینده یک انتشارات و ویراستار به کار پرداخت. در کنار آن، به عنوان سربازی نیمه وقت در ارتش استرالیا خدمت کرد. پس از ترک انتشارات، او از سال ۱۹۹۴ تا ۱۹۹۷ به عنوان مشاور خدمات اجتماعی به کار پرداخت و سپس در سال ۱۹۹۸، تبدیل به نویسنده‌ای تمام وقت شد. برای مدتی این کار را ترک کرد و سپس از سال ۲۰۰۲ دوباره به عنوان نویسندهٔ تمام وقت، مشغول به کار شد.
اکنون او در ساحل کوگی، واقع در سیدنی به همراه همسرش آنا و پسرانش توماس و ادوارد زندگی می‌کند.